# Cousin Itt
Cousin Itt (Primo Eso en España y Tío Cosa en América) es un personaje ficticio, miembro de la serie de televisión y películas de The Addams Family. A diferencia de los otros personajes, Cousin Itt no fue creado por Charles Addams, caricaturista creador de esta peculiar familia, sino por el productor David Levy para la serie de televisión de 1964.

## Personaje
Itt Addams es el primo de Gomez Addams, y aunque parece ser el miembro más extraño de la familia, no fue un personaje regular en las encarnaciones de la serie. No vive en la mansión con los otros personajes principales, pero va a menudo a visitarlos. Aunque se le ve mucho junto a la chimenea, Itt tiene su propia habitación en la mansión, hecha a su medida con el techo bajo. 
La historia de este personaje surge cuando Susan Ringo, esposa de Barry Sonnenfeld, le mandó una fotografía suya junto a una carta desde Nueva York a California. En esta fotografía ella se cubría toda la cara con el pelo. Así se dice que surge Tío Cosa.

## Apariencia
Es de pequeña estatura y su cabellera le cubre completamente el cuerpo. Su color de cabello fue cambiando durante los años de la serie. Normalmente va con gafas oscuras y bombín, y sus brazos están cubiertos por guantes negros.

## Idioma
Cousin Itt habla en un idioma extraño, como balbuceando rápidamente con voz muy aguda e incomprensible. Sin embargo el resto de la familia Addams lo entiende perfectamente, sin encontrar nada extraño en su forma de hablar. De hecho, Gomez se sorprende de que los demás no entiendan esta particular forma de hablar. En otro capítulo hacen que Itt aprenda a hablar de manera más lenta y comprensible, pero al hacerlo éste se vuelve petulante y desagradable, por lo que Morticia lo hace enojar haciendo que en su enojo vuelva a hablar aceleradamente y vuelve a la normalidad.

## Películas
En las películas se le ve mucho más que en la serie. En The Addams Family, cuando Gomez convoca a una gran reunión familiar por la reaparición de Fester, Itt llega a la casa pilotando su coche personal, un Messerschmitt KR175.
En Addams Family Values aparece casado con Margaret (cuyo esposo, Tully, había sido enterrado vivo por Wednesday y Pugsley) y con un hijo, que es su imagen en miniatura, con un chupete. El sobrenombre de este bebé es "Qué" (en inglés What), y aunque su verdadero nombre nunca fue revelado, Margaret explica que esa fue la primera palabra pronunciada por el obstetra al verlo.
La apariencia del personaje fue modificada para el cine, donde su cabello es más lacio, su voz más chirriante y se le ve con sombrero y lentes (sólo una vez, permaneciendo el resto del tiempo sin ellos), a diferencia de la serie televisiva.
Itt fue interpretado en la serie de 1964 por Bautista Fernández y en el cine por John Paul Salapatek. En Addams Family Reunion, en la cual fue encarnado por Phil Fondacaro.
El primo Itt (también deletreado "It") aparece en la película animada de 2019 con la voz de Snoop Dogg. Él es retratado como más pequeño en esta encarnación que en cualquier otra, siendo más bajo que Pugsley. El primo Itt llega al Mazurka de Pugsley junto con el resto de los familiares de la familia Addams.